# Alfa Romeo D2

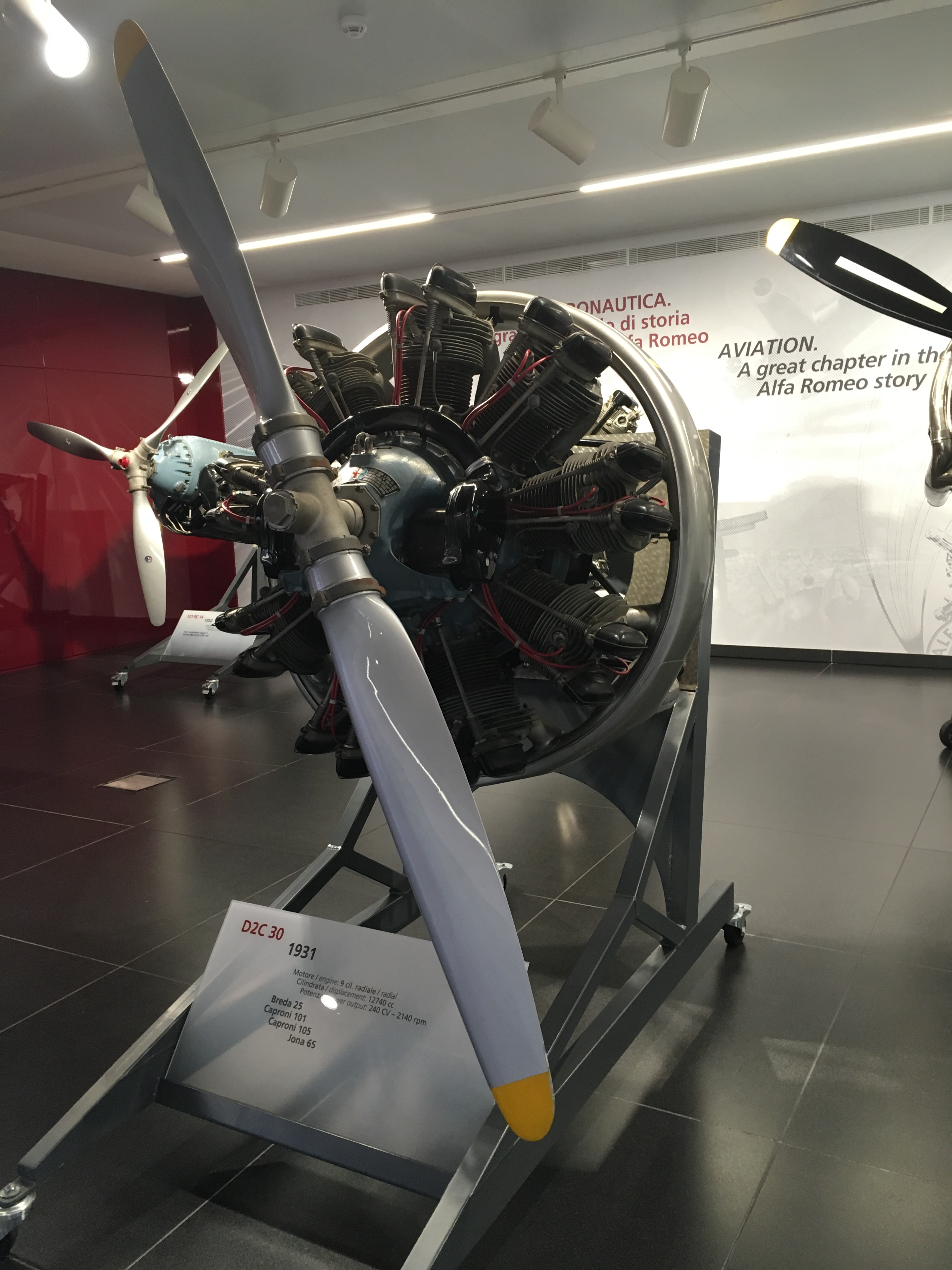
Модификация D2C с нагнетателем

Alfa Romeo D2 — итальянский поршневой 9-цилиндровый авиадвигатель воздушного охлаждения, разработанный конструктором компании Alfa Romeo Витторио Яно. Первый двигатель компании, разработанный как авиационный (предыдущие были модификациями автомобильных моторов). Существовала версия с нагнетателем — D2 C.30. Всего в период 1931 — 1934 годов было выпущено около 600 D2.

## Модификации
(В итальянской системе номенклатуры авиадвигателей буква R означает Riduttore, редуктор; буква C — Compressore, нагнетатель. Цифры в конце названия (при наличии таковых) относятся к расчётной высоте работы нагнетателя на первой и второй (при её наличии) скоростях, указанной в сотнях метров; так, например, 10/34 означает 1000 и 3400 метров, соответственно.)
D1без нагнетателя
D2с нагнетателем типа Root (аналогичный использовался на гоночных автомобилях Alfa Romeo).
D4с нагнетателем и редуктором

## Применение
Италия
- Breda Ba.25
- Caproni Ca.101
- Caproni Ca.105
- Jona J-6S